# Charles Dumont de Sainte Croix
Charles Henri Frédéric Dumont de Sainte-Croix (Oisemont, 27 aprile 1758 – 8 gennaio 1830) è stato uno zoologo francese.
Dumont contribuì a scrivere articoli di ornitologia sul Dictionnaire des sciences naturelles (1804-30), edito da Frédéric Cuvier. Fu suocero di René-Primevère Lesson.